# Hayoung Choi
Hayoung Choi (Bielefeld, 1998) es una violonchelista surcoreana nacida en Alemania. En 2022 ganó el primer premio del Concurso Queen Elisabeth, en Bruselas, siendo la primera chelista surcoreana en obtener dicho galardón. 

## Vida
Choi nació en 1998 en la localidad alemana de Bielefeld. Comenzó sus estudios en Seúl, Corea del Sur. Estudió en la Universidad Nacional de Artes de Corea con Myung-Wha Chung y Hyongwon Chang; también en la Escuela Purcell para Jóvenes Músicos en Inglaterra, donde estudió con Alexander Boyarsky. También estudió en la Academia Kronberg con Frans Helmerson y Wolfgang Emanuel Schmidt.
En 2014 obtuvo sus estudios profesionales de música en la Academia Kronberg Masters y en 2020 una maestría en música en la Universidad de las Artes de Berlín.

## Carrera
Como solista de violonchelo ha tocado con la Kremerata Baltica, la Camerata de Salzburgo, la Frankfurter Opern- und Museumsorchester, la Orquesta Filarmónica de Cracovia, la Orquesta Filarmónica de Olsztyn y la Orquesta Filarmónica de Suwon.
En 2022, Choi ganó el primer premio del Concurso Queen Elizabeth, uno de los más importantes del mundo. En la ronda final había 12 competidores y competidoras. El primer premio consistió en una bolsa de 25 mil euros. Las obras a interpretar en la ronda final eran de elección personal y una pieza no publicada de Jorg Widmann, titulada Albumblätter, escrita ex profeso para el concurso. La pieza que eligió Choi fue el Concierto para violonchelo de Lutosławski, que interpretó con la Orquesta Filarmónica de Bruselas. Otra característica de la final es que los finalistas sólo tienen una semana para estudiar la obra inédita.

## Premios y reconocimientos
- Premio en el Concurso Antonio Janigro de Croacia.[2]
- Premio en el Concurso Justus Dotzauer de Alemania.[2]
- En 2011 obtuvo el premio en el Concurso Johannes Brahms de Austria.[2]
- En 2018 recibió el premio en el Concurso Krzysztof Penderecki de Polonia.[2]
- En 2022 ganó el primer premio en el Concurso Queen Elisabeth de Bruselas en Bélgica.[8]